# Grand Prix automobile de Pescara 1936
Le Grand Prix automobile de Pescara 1936 ou XII° Coppa Acerbo est un Grand Prix qui s'est tenu sur le circuit de Pescara le 15 août 1936.

## Grille de départ
| 1re ligne | Pos. 3                          |                                     | Pos. 2                           |                                    | Pos. 1                           |
|           | Brivio Alfa Romeo 11 min 10 s 0 |                                     | Nuvolari Alfa Romeo 11 min 5 s 0 |                                    | Varzi Auto Union 10 min 59 s 0   |
| 2e ligne  |                                 | Pos. 5                              |                                  | Pos. 4                             |                                  |
|           |                                 | von Delius Auto Union 11 min 39 s 0 |                                  | Rosemeyer Auto Union 11 min 24 s 0 |                                  |
| 3e ligne  | Pos. 8                          |                                     | Pos. 7                           |                                    | Pos. 6                           |
|           | Seaman Maserati 12 min 23 s 0   |                                     | Ghersi Maserati 12 min 23 s 0    |                                    | Dreyfus Alfa Romeo 11 min 53 s 0 |
| 4e ligne  |                                 | Pos. 10                             |                                  | Pos. 9                             |                                  |
|           |                                 | Biondetti Maserati 13 min 18 s 0    |                                  | Dobson Alfa Romeo 13 min 15 s 0    |                                  |
| 5e ligne  |                                 |                                     | Pos. 11                          |                                    |                                  |
|           |                                 |                                     | Rüesch Alfa Romeo 13 min 53 s 0  |                                    |                                  |

## Classement de la course
| Pos. | no | Pilote             | Écurie                    | Châssis           | Tours | Temps/Abandon    | Grille |
| ---- | -- | ------------------ | ------------------------- | ----------------- | ----- | ---------------- | ------ |
| 1    | 50 | Bernd Rosemeyer    | Auto Union AG             | Auto Union Type C | 16    | 2 h 57 min 4 s 0 | 4      |
| 2    | 48 | Ernst von Delius   | Ato Union AG              | Auto Union Type C | 16    | + 7 min 14 s 0   | 5      |
| 3    | 62 | Achille Varzi      | Auto Union AG             | Auto Union Type C | 16    | + 7 min 57 s 4   | 1      |
| 4    | 42 | Antonio Brivio     | Scuderia Ferrari          | Alfa Romeo 12C-36 | 16    | + 8 min 2 s 4    | 3      |
| Abd. | 34 | Pietro Ghersi      | Scuderia Torino           | Maserati 6C-34    | 12    |                  | 7      |
| 5    | 60 | Hans Rüesch        | Privé                     | Alfa Romeo 8C-35  | 12    | + 4 tours        | 11     |
| Abd. | 56 | Tazio Nuvolari     | Scuderia Ferrari          | Alfa Romeo 12C-36 | 10    | Valve            | 2      |
| Abd. | 38 | René Dreyfus       | Scuderia Ferrari          | Alfa Romeo 12C-36 | 8     | Moteur           | 6      |
| Abd. | 44 | Giuseppe Farina    | Scuderia Ferrari          | Alfa Romeo 8C-35  | 8     | Mécanique        | ?      |
| Abd. | 58 | Austin Dobson      | Privé                     | Alfa Romeo Tipo B | 8     |                  | 9      |
| Abd. | 32 | Clemente Biondetti | Scuderia Maremmana        | Maserati 8CM      | 4     | Mécanique        | 10     |
| Abd. | 40 | Richard Seaman     | Officine Alfieri Maserati | Maserati V8RI     | 4     | Bougies          | 8      |

- Légende: Abd.=Abandon - Np.=Non partant.

## Pole position et record du tour
- Pole position :  Achille Varzi (Auto Union) en 10 min 59 s 0.
- Meilleur tour en course :  Achille Varzi (Auto Union) en 10 min 43 s 8.